# ألوي بريفيفوليا

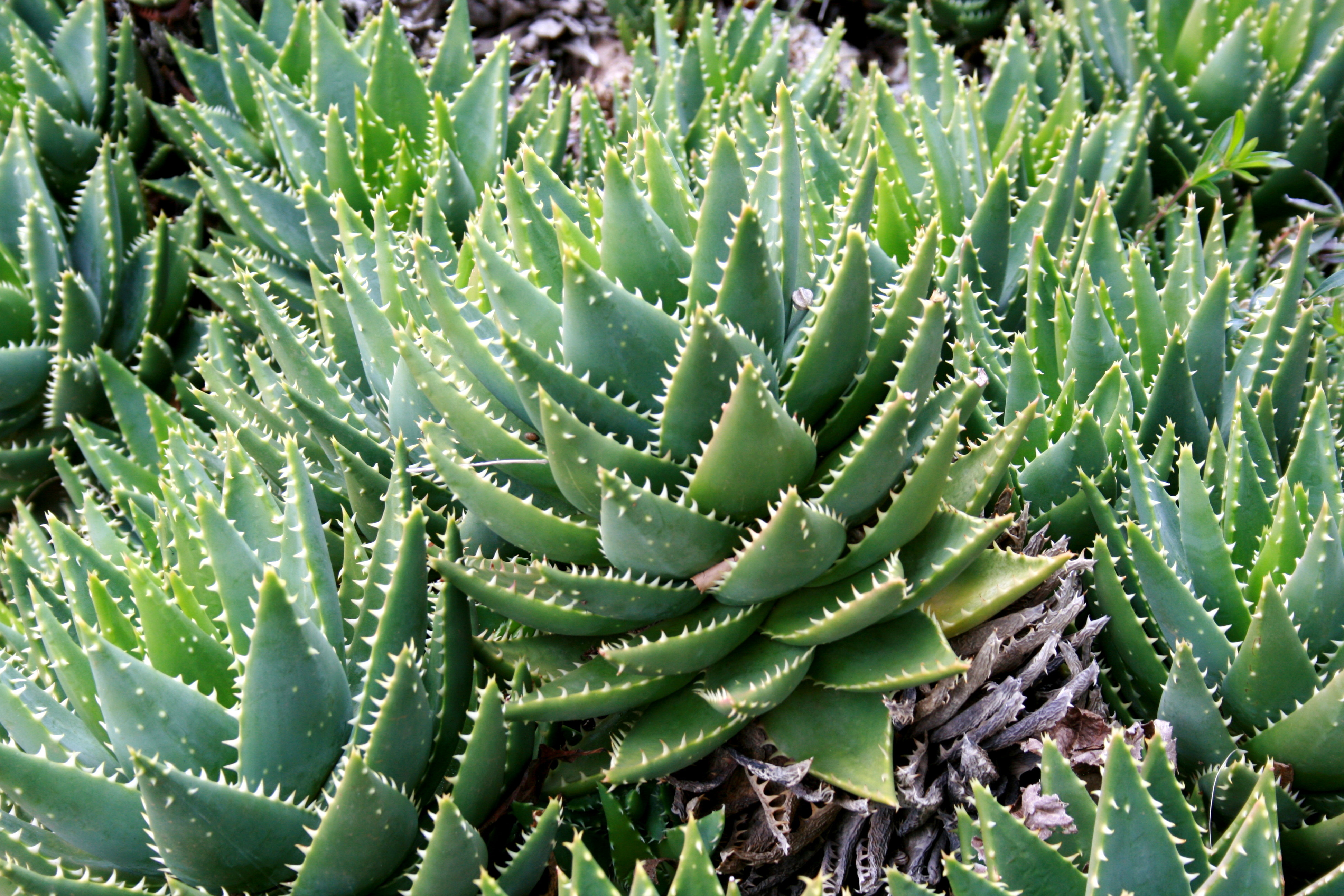

ألوي بريفيفوليا (الاسم العلمي: Aloe  brevifolia)، هو نبات ينتمي إلى (فصيلة: Xanthorrhoeaceae).